# ازلام
ازلام تیرهای کوچکی بود که عرب جاهلیت، بر برخی از آنها می‌نگاشتند: انجام بده و بر برخی می‌نگاشتند، انجام نده و آن را در کیسه‌ای می‌ریختند، برای آنکه یکی را خارج کنند و اگر نوشته بود انجام بده به دنبال انجام آن می‌رفت و اگر برعکس نوشته بود، آن را انجام نمی‌داد.
در اسلام، این کار تحریم شد و در سوره مائده آیهٔ ۹۰ و ۹۱ دستور تحریم آن آمده‌است.